# Lynda Trang Đài
Lê Quang Quý Trang Đài (sinh ngày 9 tháng 10 năm 1968) thường được biết đến với nghệ danh Lynda Trang Đài là một nữ ca sĩ người Mỹ gốc Việt. Cô là một trong những ca sĩ xuất hiện trong nhiều chương trình thu hình Paris by Night của Trung tâm Thúy Nga.

## Sự nghiệp
Lynda Trang Đài sinh tại Thủy Phù, Hương Thủy, Huế ngày 8 tháng 10 năm 1968  nhưng sớm theo gia đình định cư tại Hoa Kỳ vào cuối thập niên 70. Ban đầu cô cùng gia đình định cư tại San Diego và sau này là tại Quận Cam, California. Lynda Trang Đài bắt đầu sự nghiệp ca hát vào cuối thập niên 80 trong lần đầu tiên xuất hiện vào cuốn Paris By Night 4 (và cô cũng có thời gian cộng tác với ban nhạc Anh Tài cũng như bạn nhạc Shotgun tại Vũ trường Ritz của nhạc sĩ Ngọc Chánh) và được chú ý bởi dòng nhạc và phong cách gợi cảm. Cô còn được mệnh danh là "Madonna Việt Nam". Ngoài ra cô còn cộng tác với các trung tâm như Làng Văn hay Mây Production.

## Đời tư
Lynda Trang Đài đã kết hôn với Tommy Ngô - một ca sĩ người Việt hải ngoại khác cũng cùng dòng nhạc với cô.
Nghệ danh Lynda của cô được lấy từ tên của nữ diễn viên Lynda Carter.
Họa tiết ưa thích của Lynda là ngôi sao.
Lynda Trang Đài còn có một nhà hàng mang tên Lynda Sandwich tọa lạc tại 15380 Beach Blvd, Westminster, California, 92683, Hoa Kỳ.

### Bị bắt giam giữ tại Mỹ
Ngày 4/1/2025, Lynda Trang Đài đến cửa hàng Gucci, mua hai chai nước hoa. Cô lấy thêm một chiếc hộp đựng airpod (giá 330 USD) trên quầy và đặt món đồ dưới ví, (hay điện thoại,) của mình. Ca sĩ sau đó rời khỏi cửa hàng, không thanh toán món đồ. Ngày 5/1, khi quay lại cửa hàng, Lynda bị bắt. Cô khai do hộp đựng không vừa với airpod của mình nên đã đặt lại ở quầy thanh toán. Tuy nhiên, nhân viên cửa hàng đối chứng qua camera và thấy ca sĩ không đặt lại đồ lên quầy. Lynda giải thích lúc đó cô vội nên đã ném đồ xuống đất.
Cơ quan chức năng sau đó bắt giữ Lynda, giam tại Nhà tù quận Cam, Bang Florida Hoa Kỳ, Hồ sơ vụ án được nộp lên Tòa án Hình sự Orlando ngày 6/1, do luật sư Joel Leppard bào chữa. Phiên điều trần ngày 21/1 đã bị hủy.
Theo luật pháp bang Florida, người đánh cắp tài sản có giá trị từ 100 đến 299 USD có thể bị phạt tù tối đa một năm, phạt tiền 1.000 USD. Một số đồng nghiệp ở Mỹ đã lên tiếng bênh vực cho Lynda và chia sẻ rằng ngoài đời cô bị mắc chứng bệnh đãng trí đồng thời họ cũng chia sẻ rằng Lynda đã nộp tiền bảo lãnh, hiện tại đã quay trở lại cuộc sống bình thường.

## CD
- New Wave Tour Revolution, 2018 - với Don Hồ, Tommy Ngô, Trizzie Phương Trinh, Thái Tài, Henry Chúc (Thúy Nga)
- New Wave Tour, 2015 - với Tommy Ngô, Trizzie Phương Trinh, Thái Tài, Henry Chúc (Thúy Nga)
- Lynda Platinum, 2009 (Làng Văn)
- TNCD 259: The Best of Lynda & Tommy from Paris By Night - He & She, 2002 - với Tommy Ngô (Thúy Nga)
- TNCD 205: The Best of Lynda & Tommy from Paris By Night, 2000 - với Tommy Ngô (Thúy Nga)
- Lynda In Shanghai, 1999 (Phi Việt)
- Lynda In Thailand, 1998 (Phi Việt)
- Lynda Gold, 1997 (California Star Music)
- TNCD 138: The One I Want, 1997 - với Tommy Ngô (Thúy Nga)
- Oh! Carol, 1996 - với Lilian (Người Đẹp Bình Dương)
- Ngày Bên Nhau, 1996 - với Don Hồ, Thanh Hà (Lynda Music)
- Disco Fever, 1995 (TH Productions)
- Tuổi Mơ, 1995 (Lynda Music)
- Model, 1995 (Eagle Music)
- Lynda In Malaysia, 1995 (Phi Việt)
- Lynda In Hong Kong, 1994 (Mimosa)
- Lynda Và Nhạc Tình, 1994 (Nhạc Tình)
- Lynda In World Tour, 1994 (Biển)
- Lynda In China, 1993 (Phi Việt)
- The Best of Lynda Trang Đài, 1992 (Phi Việt)
- New Image, 1991 (Star)
- Baby Baby, 1989 (Doctor New Wave)
- Top New Wave, 1987 (Giáng Ngọc)
- I Love Boys, 1987 (Làng Văn)
- My Heart Will Go On - với Tommy Ngô (Tình Productions)
- Hạnh Phúc Lứa Đôi - với Trung Hành, Ngọc Hương (Tình Xanh)
- New Wave Connections - với Trizzie Phương Trinh, Don Hồ (Thúy Anh Productions)
- Mellow Yellow (Thúy Anh Productions)
- California Dreaming - với Giáng Ngọc, Ngọc Anh, Thúy Vi, Zaza Minh Thảo (Mây Productions)
- Love Songs II - với Thanh Lan, Trung Hành, Tuấn Hải (Làng Văn)
- Oh! Won't You Tell Me - với Don Hồ, Henry Chúc (Mimosa)
- Dạ Vũ Tình Hè - với Lệ Hằng, Ngọc Lan, Kiều Nga (Người Đẹp Bình Dương)
- Lynda & Simon In Europe - với Simon Wang (Tình Nhớ)
- Trance Dance Remix - với Tommy Ngô, Henry Chúc (Blue Ocean)
- Lynda International (Mimosa)

## DVD & VHS
- New Wave Tour, 2016 (Thúy Nga)
- Lynda Fantasy, 2000 (Phi Việt)
- Lynda In China, 2000 (Phi Việt)
- Lynda In Thailand, 1998 (Phi Việt)
- Lynda In Malaysia, 1995 (Lynda Music)
- Lynda In Hong Kong, 1992 (Làng Văn)

## Các tiết mục trình diễn trên sân khấu

### Trung tâm Thuý Nga

#### Chương trình Paris By Night
| STT | Chương trình       | Tiết mục                                                  | Thể hiện với | Năm  |
| --- | ------------------ | --------------------------------------------------------- | --- | ---- |
| 1   | Paris By Night 4   | Gimme Your Love Tonight                                   | Solo | 1987 |
| 2   | Paris By Night 4   | Xuân Yêu Thương (LV: Lê Đức Cường)                        | Solo | 1987 |
| 3   | Paris By Night 5   | Về Trên Nỗi Xót Xa                                        | Solo | 1987 |
| 4   | Paris By Night 5   | Mùa Xuân Ta Yêu Nhau                                      | Solo | 1987 |
| 5   | Paris By Night 6   | Thiên Đàng Ái Ân (Lam Phương)                             | Solo | 1988 |
| 6   | Paris By Night 6   | Sau Ngày Cuối Tuần                                        | Solo | 1988 |
| 7   | Paris By Night 7   | Hãy Vui Đi Anh                                            | Solo | 1989 |
| 8   | Paris By Night 8   | Yêu Nhau Đi (LV: Trường Kỳ)                               | Solo | 1989 |
| 9   | Paris By Night 9   | Cold Hearted (Lời Việt: Khúc Lan)                         | Solo | 1989 |
| 10  | Paris By Night 10  | To Make It Right                                          | Solo | 1990 |
| 11  | Paris By Night 11  | Cô Gái Yêu Vật chất                                       | Solo | 1990 |
| 12  | Paris By Night 12  | LK Cha Cha Cha                                            | Như Mai, Quốc Sĩ, Duy Tường | 1991 |
| 13  | Paris By Night 13  | Thời Vàng Son                                             | Solo | 1991 |
| 14  | Paris By Night 14  | Tình Hoa Bướm                                             | Solo | 1991 |
| 15  | Paris By Night 18  | Crazy Love                                                | Solo | 1992 |
| 16  | Paris By Night 23  | LK Em Sẽ Theo Anh                                         | Lilian, Don Hồ, Ngọc Huệ, Duy Hạnh, Hằng Nga, Phương Khanh, Huỳnh Thi, Thái Tài | 1993 |
| 17  | Paris By Night 23  | LK Đưa Nhau Vào Cõi Ân Tình                               | Dalena, Lilian, Duy Hạnh, Phương Khanh, Ngọc Huệ, Don Hồ, Ý Nhi | 1993 |
| 18  | Paris By Night 32  | Cyber Queen                                               | Solo | 1995 |
| 19  | Paris By Night 34  | So Sad (Lời Việt: Michael Thuận)                          | Solo | 1995 |
| 20  | Paris By Night 36  | One Good Man                                              | Solo | 1996 |
| 21  | Paris By Night 37  | Grease                                                    | Tommy Ngô | 1996 |
| 22  | Paris By Night 37  | Stand By Me                                               | Tommy Ngô, Thanh Hà, Don Hồ, Bảo Hân, Philip Huy, Châu Ngọc, Long Hồ | 1996 |
| 23  | Paris By Night 38  | I Need a Hero                                             | Solo | 1996 |
| 24  | Paris By Night 39  | Không 2 (Nguyễn Ánh 9)                                    | Bảo Hân, Tommy Ngô | 1997 |
| 25  | Paris By Night 39  | Flashdance... What a Feeling (Lời Việt: Michael Thuận)    | Solo | 1997 |
| 26  | Paris By Night 41  | LK Xây Nhà Bên Suối, Túp Lều Lý Tưởng (Hoàng Thi Thơ)     | Tommy Ngô | 1997 |
| 27  | Paris By Night 42  | Fever                                                     | Solo | 1997 |
| 28  | Paris By Night 43  | Woman In Love                                             | Solo | 1998 |
| 29  | Paris By Night 43  | Diamonds are a girl's best friend                         | Kỳ Duyên | 1998 |
| 30  | Paris By Night 44  | Hào Hoa (Giao Tiên)                                       | Solo | 1998 |
| 31  | Paris By Night 45  | Frozen (LV: Duy Quang)                                    | Solo | 1998 |
| 32  | Paris By Night 46  | Holiday (LV: Duy Quang)                                   | Solo | 1998 |
| 33  | Paris By Night 46  | Chúc Mừng (Lam Phương)                                    | Bảo Hân, Phương Vy, Thiên Kim, Châu Ngọc, Như Quỳnh, Trúc Lam, Trúc Linh, Mỹ Huyền, Hoàng Lan, Bảo Ngọc | 1998 |
| 34  | Paris By Night 47  | Em Như Làn Mây (Hoàng Thi Thơ)                            | Tommy Ngô | 1999 |
| 35  | Paris By Night 47  | Cái Trâm Em Cài (Hoàng Thi Thơ)                           | Phương Vy, Thiên Kim | 1999 |
| 36  | Paris By Night 48  | Chiều Xuân (Ngọc Châu)                                    | Solo | 1999 |
| 37  | Paris By Night 50  | Chàng Kiêu Kỳ (LV: Duy Quang)                             | Solo | 1999 |
| 38  | Paris By Night 51  | Space Invaders                                            | Tommy Ngô | 1999 |
| 39  | Paris By Night 51  | Mừng Tân Thế Kỷ (Tim Heintz, Randy Petersen, Khúc Lan)    | Tommy Ngô, Bảo Hân, Spencer Nguyễn, Evan Lê, Phương Vy, Hoàng Ly, Don Hồ, Phi Phi, Loan Châu, Như Quỳnh, Thiên Kim, Trúc Linh, Trúc Lam, Nguyễn Hưng, Thế Sơn, Lưu Bích | 1999 |
| 40  | Paris By Night 52  | Trai Thời Nay (LV: Lê Xuân Trường)                        | Bảo Hân, Phương Vy, Trúc Lam, Trúc Linh, Loan Châu | 1999 |
| 41  | Paris By Night 52  | Năm 2000 (Song Ngọc)                                      | Tommy Ngô | 1999 |
| 42  | Paris By Night 53  | Thiên Đường Là Đây (Lê Xuân Trường)                       | Loan Châu, Bảo Hân, Trúc Lam, Trúc Linh | 2000 |
| 43  | Paris By Night 53  | Hãy Sống Như Mọi Người (Chu Minh Ký)                      | Bảo Hân | 2000 |
| 44  | Paris By Night 55  | Hạ Hồng (LV: Chu Minh Ký)                                 | Tommy Ngô | 2000 |
| 45  | Paris By Night 56  | Quên (Lời Việt: Duy Quang)                                | Solo | 2000 |
| 46  | Paris By Night 57  | Got To Fight (Lời: Lynda Trang Đài)                       | Solo | 2000 |
| 47  | Paris By Night 57  | Bốn Màu Áo (Thanh Viên, Anh Thy)                          | Như Quỳnh, Loan Châu, Trúc Lam, Trúc Linh, Bảo Hân, Yến Mai, Phi Phi | 2000 |
| 48  | Paris By Night 58  | Tình Phai (Nguyễn Ngọc Tài, Phan Thị Nguyệt Hồng)         | Solo | 2001 |
| 49  | Paris By Night 59  | Lối Về Xóm Nhỏ (Trịnh Hưng)                               | Tommy Ngô | 2001 |
| 50  | Paris By Night 60  | Tìm Về Chốn Cũ (Đặng Quang Vỹ)                            | Loan Châu, Trúc Lam, Trúc Linh | 2001 |
| 51  | Paris By Night 60  | He & She (Lời: Tommy Ngô)                                 | Tommy Ngô | 2001 |
| 52  | Paris By Night 61  | Radio Buồn (Tuấn Khanh)                                   | Tommy Ngô | 2001 |
| 53  | Paris By Night 62  | Tất cả là âm nhạc (Lê Hựu Hà)                             | Bảo Hân, Thiên Kim, Trúc Lam, Trúc Linh, Châu Ngọc, Như Loan | 2001 |
| 54  | Paris By Night 62  | Tuổi Đá Buồn (Trịnh Công Sơn)                             | Như Quỳnh, Thiên Kim, Trúc Lam, Trúc Linh, Châu Ngọc, Bảo Hân, Như Loan, Loan Châu, Tracy Phạm | 2001 |
| 55  | Paris By Night 62  | Sky                                                       | Tommy Ngô | 2001 |
| 56  | Paris By Night 63  | Dance For Me (Lời: Tommy Ngô)                             | Tommy Ngô | 2002 |
| 57  | Paris By Night 63  | Tình khúc Cho Em (Lê Uyên Phương)                         | Như Quỳnh, Loan Châu, Trúc Lam, Trúc Linh, Châu Ngọc, Bảo Hân, Tú Quyên, Như Loan, Tracy Phạm | 2002 |
| 58  | Paris By Night 65  | Lời Anh Hứa (Lời Việt: Duy Quang)                         | Tommy Ngô | 2002 |
| 59  | Paris By Night 66  | Hai Trái Tim Vàng (Trịnh Lâm Ngân)                        | Tommy Ngô | 2002 |
| 60  | Paris By Night 67  | Xin Anh Hãy Quên! (Lời Việt: Duy Quang)                   | Tommy Ngô | 2002 |
| 61  | Paris By Night 68  | Lời Tỏ Tình Dễ Thương 2 (Ngọc Sơn)                        | Tommy Ngô | 2003 |
| 62  | Paris By Night 69  | LK Tình Nhạt Phai                                         | Tommy Ngô | 2003 |
| 63  | Paris By Night 71  | Tìm Về Phố Xưa (Nhật Trung)                               | Bảo Hân, Loan Châu, Trúc Lam, Trúc Linh, Tú Quyên, Minh Tuyết, Tâm Đoan, Phi Nhung, Như Loan | 2003 |
| 64  | Paris By Night 71  | Fame (Michael Gore, Dean Pitchford)                       | Solo | 2003 |
| 65  | Paris By Night 79  | Yêu Làm Chi? (Huỳnh Nhật Tân)                             | Tommy Ngô | 2005 |
| 66  | Paris By Night 79  | Khiêu Vũ Bên Nhau (Lời Việt: Vũ Xuân Hùng)                | Lương Tùng Quang, Tommy Ngô, Dương Triệu Vũ, Minh Tuyết, Tâm Đoan, Bảo Hân, Tú Quyên, Hồ Lệ Thu | 2005 |
| 67  | Paris By Night 93  | Yêu Nhau Đi (Lời Việt: Trường Kỳ)                         | Solo | 2008 |
| 68  | Paris By Night 94  | LK The Final Countdown                                    | Trizzie Phương Trinh, Tommy Ngô | 2008 |
| 69  | Paris By Night 95  | LK Nhạt Nắng (Y Vân, Xuân Lôi), Biển nhớ (Trịnh Công Sơn) | Hương Thủy, Trúc Lam, Trúc Linh, Ngọc Liên, Tú Quyên, Minh Tuyết, Quỳnh Vi, Như Loan, Bảo Hân, Thùy Vân, Hồ Lệ Thu, Thanh Hà, Nguyệt Anh | 2009 |
| 70  | Paris By Night 98  | Không Muốn Yêu (Huỳnh Nhật Tân)                           | Bảo Hân, Tommy Ngô | 2009 |
| 71  | Paris By Night 100 | Chỉ Còn Đêm Nay, Abanibi (Lời Việt: Chiêu Nghi)           | Tommy Ngô | 2010 |
| 72  | Paris By Night 109 | Rhythm of the Rain (John Claude Gummoe)                   | Tommy Ngô | 2013 |
| 73  | Paris By Night 109 | Hát Mãi Bài Tình Ca (Thái Thịnh)                          | Minh Tuyết, Như Loan, Tóc Tiên, Như Quỳnh, Don Hồ, Mai Thiên Vân, Hạ Vy, Mạnh Quỳnh, Hương Thủy, Quang Lê, Ngọc Hạ, Trần Thái Hòa, Thế Sơn, Châu Ngọc, Hồ Lệ Thu, Kỳ Phương Uyên, Mai Tiến Dũng, Quỳnh Vi, Trịnh Lam, Lương Tùng Quang, Diễm Sương, Duy Trường, Khánh Lâm, Tommy Ngô, Đình Bảo, Ánh Minh, Hương Giang, Anh Tú, Thiên Tôn, Ý Lan, Ngọc Anh, Thu Phương, Giang Tử, Hương Lan, Thái Châu, Quang Dũng, Nguyễn Hưng, Thanh Hà, Lưu Bích, Tuấn Ngọc, Khánh Hà, Dương Triệu Vũ, Lam Anh, Bằng Kiều, Họa Mi, Elvis Phương | 2013 |

#### Chương trình Thúy Nga Music Box
| STT | Chương trình           | Tiết mục                    | Thể hiện với         | Năm  |
| --- | ---------------------- | --------------------------- | -------------------- | ---- |
| 1   | Thúy Nga Music Box #39 | Lối Về Xóm Nhỏ (Trịnh Hưng) | Tâm Đoan, Hương Thủy | 2021 |
| 2   | Thúy Nga Music Box #39 | Hào Hoa (Giao Tiên)         | Solo                 | 2021 |
| 3   | Thúy Nga Music Box #39 | Tình Phai (Nguyễn Ngọc Tài) | Solo                 | 2021 |
| 4   | Thúy Nga Music Box #39 | Trống Cơm (dân ca)          | Tâm Đoan, Hương Thủy | 2021 |
| 5   | Thúy Nga Music Box #39 | 60 Năm Cuộc Đời (Y Vân)     | Tâm Đoan, Hương Thủy | 2021 |

### Trung tâm Mây
| STT | Chương trình       | Tiết mục | Thể hiện với                                  | Năm  |
| --- | ------------------ | --- | --------------------------------------------- | ---- |
| 1   | Hollywood Night 1  | Heartbreak | solo                                          | 1992 |
| 2   | Hollywood Night 2  | LK Donna Summer: Tình Hồng (Hot Stuff) (LV: Quang Nhật) - Bad Girls                                                                              | solo                                          | 1992 |
| 3   | Hollywood Night 3  | Mừng Khúc Nhạc Vui (LV: Quang Nhật) | solo                                          | 1992 |
| 4   | Hollywood Night 4  | Move This | solo                                          | 1993 |
| 5   | Hollywood Night 5  | LK Rhythm Is A Dancer, Twilight Zone | solo                                          | 1993 |
| 6   | Hollywood Night 6  | LK Hollywood Night: Búp Bê Không Tình Yêu (LV: Vũ Xuân Hùng), Locomotion, Sầu Đông, Stupid Cupid, Vết Son Trên Áo, Hollywood Night               | Thúy Vi, Ngọc Anh, Giáng Ngọc, Zaza Minh Thảo | 1993 |
| 7   | Hollywood Night 6  | I'll Always Love You | solo                                          | 1993 |
| 8   | Hollywood Night 7  | LK Cha Cha: I Will Follow Him, Nào Biết Nào Hay, Yêu Hoa, Samba Mambo, Tình Đôi Ta, We Are Family                                                | Thúy Vi, Ngọc Anh, Giáng Ngọc, Zaza Minh Thảo | 1993 |
| 9   | Hollywood Night 7  | Express Yourself | solo                                          | 1993 |
| 10  | Hollywood Night 8  | LK Dream: All I Have To Do is Dream, Woman in Love, Unchained Melody, Take Me Breath Away, Stand By Me                                           | Thúy Vi, Hương Thơ, Giáng Ngọc, Ngọc Anh      | 1993 |
| 11  | Hollywood Night 8  | Send Me An Angel | solo                                          | 1993 |
| 12  | Hollywood Night 9  | LK Và Con Tim Đã Vui Trở Lại (Đức Huy), Mùa Hè Vô Tận (LV: Thanh Lan)                                                                            | Thúy Vi, Giáng Ngọc, Ngọc Anh, Yến Mai        | 1994 |
| 13  | Hollywood Night 9  | Only With You | solo                                          | 1994 |
| 14  | Hollywood Night 10 | The Sign, California Dreaming | Thúy Vi, Giáng Ngọc, Ngọc Anh, Phượng Thúy    | 1994 |
| 15  | Hollywood Night 10 | LK Madonna | solo                                          | 1994 |
| 16  | Hollywood Night 11 | LK Cha Cha Dancing All Night: Dancing All Night, Sealed With A Kiss, All My Loving, Kiss Me Honey Honey, Never on Sunday, Kiss Me Goodbye        | Thúy Vi, Giáng Ngọc, Ngọc Anh, Hương Thơ      | 1994 |
| 17  | Hollywood Night 11 | Sweet Dreams | solo                                          | 1994 |
| 18  | Hollywood Night 12 | LK Mừng Xuân: Xuân Họp Mặt (Văn Phụng), Cánh Bướm Vườn Xuân, Ca Khúc Mừng Xuân, Con Bướm Xuân, Xuân Yêu Thương (LV: Khúc Lan), Người Tình Nam Mỹ | Thúy Vi, Giáng Ngọc, Ngọc Anh, Hương Thơ      | 1995 |
| 19  | Hollywood Night 12 | Secret | solo                                          | 1995 |
| 20  | Hollywood Night 13 | Danger | solo                                          | 1996 |

### Trung tâm Vân Sơn
| STT | Chương trình | Tiết mục                | Thể hiện với | Năm  |
| --- | ------------ | ----------------------- | ------------ | ---- |
| 1   | Vân Sơn 4    | Die In Your Arm         | Tommy Ngô    | 1996 |
| 2   | Vân Sơn 4    | Tảo Hôn (Ngô Tấn Triển) | Thiên Bảo    | 1996 |

### Trung tâm Asia
| STT | Chương trình | Tiết mục                             | Thể hiện với | Năm  |
| --- | ------------ | ------------------------------------ | ------------ | ---- |
| 1   | Asia 5       | Oh! Mon Amour (Tình Yêu Ôi Tinh Yêu) | Solo         | 1994 |

### Trung tâm Tình
| STT | Chương trình                     | Tiết mục                      | Thể hiện với |
| --- | -------------------------------- | ----------------------------- | ------------ |
| 1   | Quê Hương Tình Yêu & Tuổi Trẻ 1  | Be My Lover                   | Tommy Ngô    |
| 2   | Quê Hương Tình Yêu & Tuổi Trẻ 1  | I Swear                       | Tommy Ngô    |
| 3   | Quê Hương Tình Yêu & Tuổi Trẻ 2  | Barbie Girl                   | Tommy Ngô    |
| 4   | Quê Hương Tình Yêu & Tuổi Trẻ 2  | Biển Mộng                     | solo         |
| 5   | Quê Hương Tình Yêu & Tuổi Trẻ 10 | Chia Tay Trong Mưa (The Rain) | solo         |

### Minh Chánh Entertainment
| STT | Tên tiết mục   | Thể hiện với | Chương trình                         | Năm  |
| --- | -------------- | ------------ | ------------------------------------ | ---- |
| 1   | Jump In My Car | solo         | Kỷ Niệm 10 Năm (Vol.17)              | 2019 |
| 2   | Touch My Heart | solo         | Hoa Hậu Người Việt Kỳ 16 (Vol.18)    | 2019 |
| 3   | Another Night  | solo         | Nam Vương & Hoa Hậu Người Việt Kỳ 20 | 2019 |

## MV
- Be My Lover
- Ca Khúc Mừng Xuân
- Can't Let Go
- Daddy Joe
- There's Only You In My Heart
- Up & Down
- When I Fall In Love
- You're My Love, You're My Life

## Phim tham gia
- Bay vào cõi mộng